# Limia pauciradiata
Limia pauciradiata és una espècie de peix de la família dels pecílids i de l'ordre dels ciprinodontiformes.

## Morfologia
Els mascles poden assolir els 3,5 cm de longitud total i les femelles els 5,18.

## Distribució geogràfica
Es troba al nord-est d'Haití.